# Edukacja w Eswatini
Edukacja w Eswatini – sieć szkolna w Eswatini podlega Ministerstwu Edukacji i Szkoleń. Nauka w 7–letniej szkole podstawowej jest bezpłatna. Szkoła średnia jest dwustopniowa.

## Przepisy prawne
Zgodnie z National Policy Statement on Education z 1999 roku z poprawkami z 2011 roku i Konstytucją z 2005 roku każde dziecko w Eswatini ma prawo do bezpłatnej nauki w szkole publicznej co najmniej do ukończenia klasy siódmej. Ustawa Free Primary Education Act z 2010 roku zobowiązuje rodziców do posyłania dzieci do szkoły. Według danych Ministerstwa Edukacji (brak jednak informacji z którego roku one pochodzą) około 16% dzieci w wieku szkolnym nie uczęszcza do szkół podstawowych, 74% do gimnazjów i 88% do liceów. Natomiast według UNESCO-ISCED (International Standard Classification of Education) z 2018 roku tylko 2% dzieci w wieku szkolnym (szkoła podstawowa) nie uczęszczało do szkoły.

## Ministerstwo
Oświatą w Eswatini zarządza Ministerstwo Edukacji i Szkoleń (Ministry of Education and Training). Od 2023 roku Ministrem jest Honourable Owen Nxumalo.

## System szkolnictwa

### Szkoły podstawowe
W Eswatini naukę w 7–letniej szkole podstawowej zaczynają dzieci w wieku 6 lat. Aby dostać się do szkoły średniej uczniowie muszą zdać zewnętrzny egzamin po klasie siódmej. Ponieważ nauka w szkole średniej jest płatna większość dzieci nie podejmuje dalszej nauki.

### Szkoła średnia
Po ukończeniu 3–letniej junior secondary uczniowie przystępują do egzaminu zewnętrznego i mogą rozpocząć naukę w 2–letniej senior secondary. Pod koniec drugiego roku studenci przystępują do egzaminu zewnętrznego, a po zdaniu otrzymują Swaziland General Certificate of Secondary Education (SGCSE) and International General Certificate of Secondary Education (IGCSE).

### Szkolnictwo wyższe
Szkoły wyższe w Eswatini: Eswatini College of Technology, University of Eswatini, Gwamile Vocational and Commercial Training Institute (VOCTIM) w Matsapha. 
Nauka w Swaziland College trwa dwa lata, a absolwenci uzyskują tytuł inżyniera.

## Kształcenie nauczycieli
Aby zostać nauczycielem w szkole podstawowej należy zdać egzamin po 2–letniej junior secondary i ukończyć jedną z 3 szkół dla nauczycieli (teacher training colleges). Nauka w nich trwa 3 lata.
Nauczyciele szkół średnich pierwszego stopnia muszą posiadać Swaziland General Certificate of Secondary Education i po ukończeniu 3–letniej szkoły otrzymują Secondary Teacher's Certificate. Natomiast nauczyciele szkół średnich drugiego stopnia muszą mieć wykształcenie wyższe.